# Madonna di Campiglio
Madonna di Campiglio é uma fracção das comunas de Pinzolo e Ragoli, com aproximadamente 700 habitantes e situada a 1 522 msnm no alto Val Rendena, a pouca distância de Campo Carlo Magno, entre os Dolomitas de Brenta e o Adamello.
É um destacado lugar turístico, em verão, mas sobretudo em inverno, dispondo de numerosos remontes para a prática do esqui alpino e do snowboard. É um dos maiores referentes italianos do esqui. Pode-se aceder comodamente à localidade através da Strada Statale 239 di Campiglio.
Surgiu no final do século XIX no lugar de um antiquíssimo refúgio para caminhantes, sua extraordinária situação natural, no centro de uma risonha bacia entre o maciço de Brenta e a Pressanella, rodeada por espessos bosques de abetos, faz que Madonna di Campigligio seja actualmente um dos centros turísticos alpinos mais elegantes e melhor equipados de Itália.

## Geografia
A localidade fica no Val Rendena a uma altitude de 1.522 msnm. Há uma pequena praça no centro da cidade.

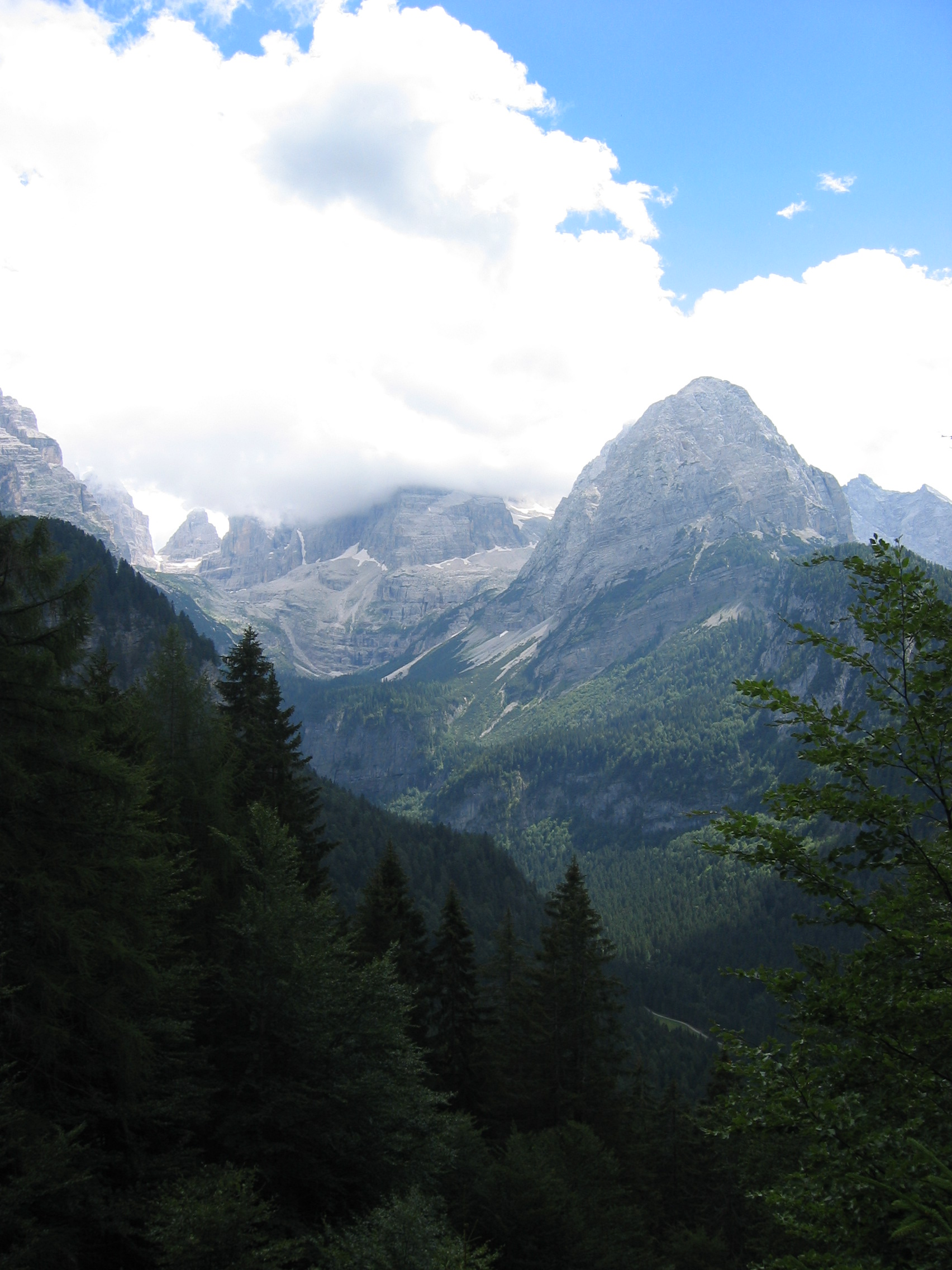
Vista panorámica dos dolomitas em agosto nos arredores de Madonna di Campiglio.

## Eventos
Todos os anos, em torno de fevereiro se celebra a Settimana WROOM, na que os pilotos de Fórmula Um de Ferrari se encontram na localidade e praticam esqui sobre as pistas ou participam em eventos, como o lançamento de novos veículos pela Fiat.
A localidade alberga com regularidade corridas da Copa do Mundo de Esqui Alpino.
Famosa é a sua pista 3-Tre (o nome significa «3 gare nel Trentino», três carreiras no Trentino), na qual se disputam provas de slalom especial da Copa do Mundo, e também a pista Spinale direttissima que tem na parte final uma grande pendente; dedicou-se a Michael Schumacher o último trecho da pista.